# ヘンリー・ペラム＝クリントン (第2代ニューカッスル公)

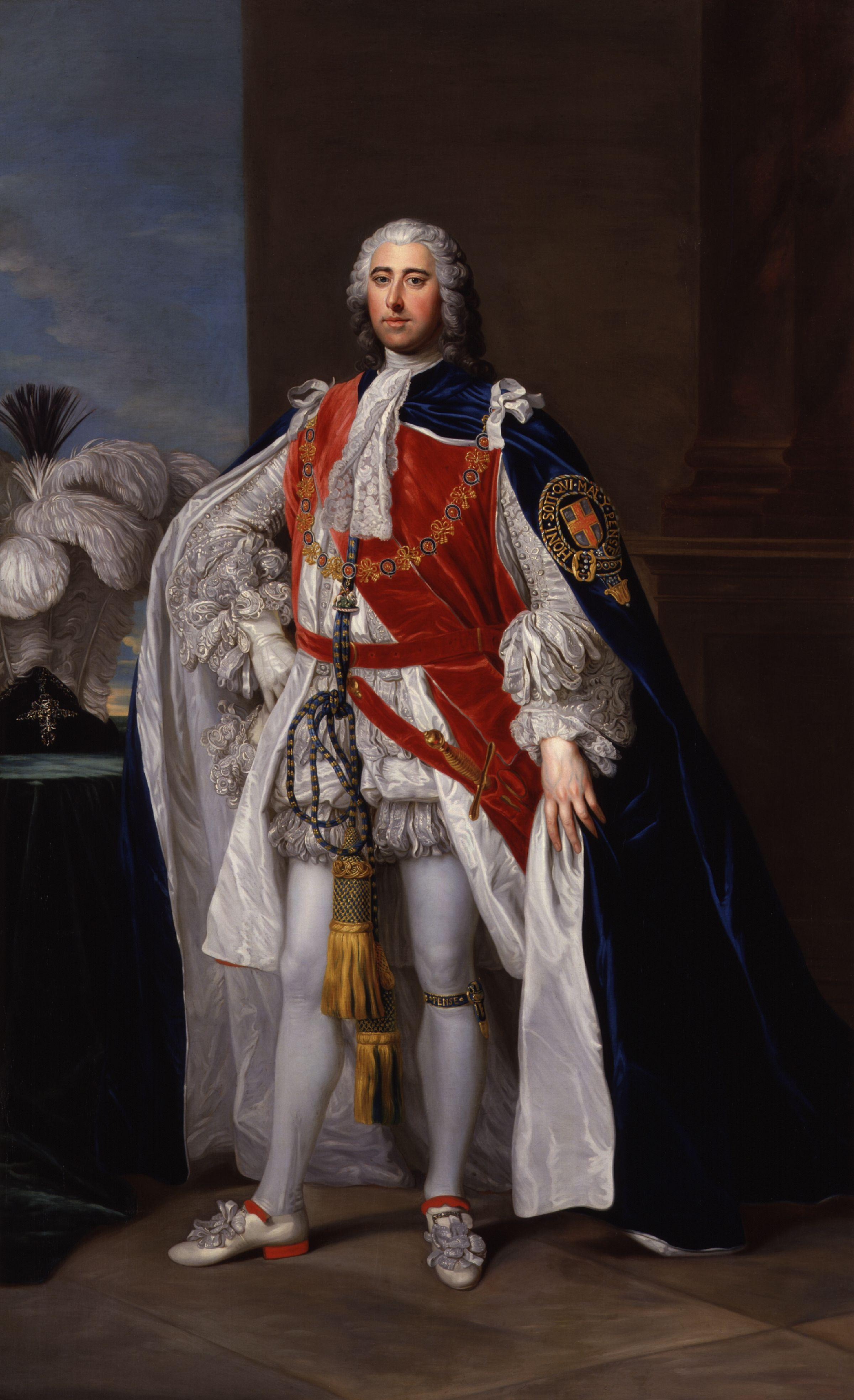
ウィリアム・ホーア画の第2代ニューカッスル公

第2代ニューカッスル＝アンダー＝ライン公爵ヘンリー・ファインズ・ペラム＝クリントン（英語: Henry Fiennes Pelham-Clinton, 2nd Duke of Newcastle-under-Lyne, KG, PC、1720年4月16日 - 1794年2月22日）は、イギリスの貴族。

## 経歴
第7代リンカーン伯爵ヘンリー・クリントンの次男として生まれる。母はその妻ルーシー（初代ペラム男爵トマス・ペラムの娘）。
父は1728年に死去し、兄ジョージが幼くして第8代リンカーン伯爵位を継承したが、この兄は1730年4月30日に夭折した。そのため彼が幼くして第9代リンカーン伯爵位を継承することになった。イートン校を経てケンブリッジ大学クレア・ホール (現在のクレア・カレッジ)へ進学した。
1742年から1757年にかけてケンブリッジシャー知事を務める。1743年から1760年にかけてはジョージ2世の寝室侍従長を務める。1744年には王室宝石管理長官、1746年から1754年にかけては王室会計長官を務める。1751年から1794年まで国庫監査長官、1768年から1794年までノッティンガムシャー知事を務めた。
母方の伯父である初代ニューカッスル＝アポン＝タイン公爵トマス・ペラム＝ホールズ（首相）には男子がなく、もう一人の叔父ヘンリー・ペラム（首相）も女子が2人あるだけだった。そのためペラム家の所領と財産はヘンリーの娘キャサリンと結婚すること、ペラム姓を加えることを条件としてリンカーン伯が相続することになった。リンカーン伯爵家は土地をほとんど所有していない状態に陥っていたので、これは彼にとって天恵だったという（ただペラム家の財産もかなり減少していた）。1756年11月17日には特別継承権でリンカーン伯に継承可能なニューカッスル＝アンダー＝ライン公爵位（グレートブリテン貴族爵位）がトマス・ペラム＝ホールズに与えられている。
1768年11月17日に伯父ニューカッスル公が死去し、ペラム家の所領とニューカッスル＝アンダー＝ライン公爵が彼に継承された。同年12月1日に勅許を得てペラム姓を加えて「ペラム＝クリントン」に改姓した。
1794年2月22日に73歳で死去した。

## 栄典

### 爵位
- 1730年4月30日、第9代リンカン伯爵（1572年創設イングランド貴族爵位）
- 1768年11月17日、第2代ニューカッスル＝アンダー＝ライン公爵（1756年創設グレートブリテン貴族爵位）[2]

### 勲章
- 1752年、ガーター勲章ナイト(KG)[2]

## 家族
1744年に首相を務めた叔父ヘンリー・ペラムの娘キャサリンと結婚し、彼女との間に4人の男子を儲けた。しかしそのうち3人は若くして死に、彼が死去した際に生き残っていたのは四男のトマス・ペラム＝クリントンだけだった。爵位も彼が継承した。
- ジョージ（1745年 - 1752年） - クリントン卿
- ヘンリー・ファインズ（1750年 - 1778年） - リンカーン伯爵（儀礼称号）。庶民院議員。父に先立って死去。
- トマス（1752年 - 1795年） - 第3代ニューカッスル公爵
- ジョン（1755年 - 1781年） - 庶民院議員